# L'École de Barbizon (film)
Pour l’article homonyme, voir École de Barbizon.
Pour plus de détails, voir Fiche technique et Distribution.
L'École de Barbizon est un film français, un court métrage écrit et réalisé par Marco de Gastyne en 1943.

## Fiche technique
- Scénario et réalisation : Marco de Gastyne (sous le nom de Marc de Gastyne)
- Commentaire écrit par : Charles Spaak, dit par Maurice Pierrat
- Photographie : Gaston Brun (studio), André Dantan (extérieurs)
- Musique : Roland Manuel (Editions musicales Pierre Noël)
- Directeur de production : Charles Nobel
- Régisseur général : Georges Mahaut
- Régisseur de plateau : Michel Choquet
- Script-girl : Jacqueline Paray
- Producteur : Jean de Cavaignac
- Production : Films Jean de Cavaignac
- Système d'enregistrement : Tobis-Klangfilm
- Tourné dans la forêt de Fontainebleau, à Barbizon et aux studios Photosonor
- Pays :  France
- Format :  Noir et blanc - 1,37:1 - 35 mm - son mono
- Genre : documentaire romancé
- Durée : 29 minutes
- Année de sortie : 1943

## Fiche artistique
- Raymond Rognoni : Alfred Sensier, un marchand, critique et historien d'art
- Lucien Blondeau : le père Ganne, l'aubergiste de Barbizon
- Degeorges : le peintre Jean-François Millet
- Camille Maray : le peintre Jean-Baptiste-Camille Corot
- Maurice Maillot : le peintre Gustave Courbet
- De Lanault : le peintre Théodore Rousseau
- Demanez : le poète et dramaturge Alfred de Musset
- Eugène Yvernès
- Max Doria